# Xã Lake, Quận Buchanan, Missouri
Xã Lake (tiếng Anh: Lake Township) là một xã thuộc quận Buchanan, tiểu bang Missouri, Hoa Kỳ. Năm 2010, dân số của xã này là 35 người.